# Xalapa
Xalapa, Jalapa ou Xalapa-Enríquez é a capital do estado de Veracruz, no México. Sua população é de 413 196 habitantes segundo o censo nacional de 2005. Foi fundada em 1519.

## Etimologia
"Jalapa" e "Xalapa" são provenientes da palavra náuatle Xāl-ā-pan, que significa "rio da areia" (xāl, "areia"; ā, "água"; pan, "sobre"), já que, de um de seus bairros originais, entre as ladeiras arenosas, brotava abundante água. Durante o período colonial, os espanhóis castelhanizaram o nome para "Jalapa". Em 1804, Alexander von Humboldt visitou a cidade e lhe apelidou de "Cidade das Flores". 
Em fins desse século, foram criadas várias escolas na cidade, entre elas a primeira escola normal do paísː isso fez valer, à cidade, o título de "Atenas Veracruciana". Em 1892, a cidade mudou seu nome para "Jalapa de Enríquez" em homenagem ao falecido governador Juan de la Luz Enríquez Lara, que lutara junto ao poder legislativo do estado de Vera Cruz para que Jalapa fosse a capital estadual. Em 1978, o poder legislativo estadual autorizou a grafia "Xalapa de Enríquez".

## Cidades Irmãs
- Covina, nos Estados Unidos
- Antígua, na Guatemala
- Matamoros, no México
- Omaha, nos Estados Unidos
- Palma de Maiorca, na Espanha
- Puebla, no México
- Torreón, no México
- Veracruz, no México